# Attentat du Dar ul-Ulum Haqqaniya de 2025
L'attentat du Dar ul-Ulum Haqqaniya de 2025 survient le 28 février 2025 lorsqu'un attentat suicide a lieu au séminaire Dar ul-Ulum Haqqaniya à Akora Khattak, dans le district de Nowshera, au Khyber Pakhtunkhwa, au Pakistan. L'attaque a lieu pendant les prières du vendredi, entraînant la mort d'au moins huit personnes, dont l'éminent religieux et directeur du séminaire, Hamid ul Haq Haqqani (en). En outre, environ 20 autres personnes sont blessées,.

## Contexte
Maulana Hamid ul Haq Haqqani, né le 26 mai 1968, est un érudit musulman et un homme politique. Il est membre de l'Assemblée nationale pakistanaise de 2002 à 2007 et dirige le parti Jamiat Ulema-e-Islam (S) (en) après l'assassinat de son père, Maulana Sami-ul-Haq (en), en 2018. Le séminaire Dar ul-Ulum Haqqaniya est réputé pour son importance historique et son rôle dans la formation de nombreux dirigeants talibans afghans. L'institution est un point central dans la dynamique religieuse et politique régionale.

## Attentat
L'attaque a lieu après la prière du vendredi dans une mosquée située dans l'enceinte du Dar ul-Ulum Haqqaniya. L'agresseur pénètre dans le bâtiment par une porte latérale et se dirige vers Hamid ul Haq Haqqani pendant que les prières sont en cours,. Au moins huit personnes, dont Hamid ul Haq Haqqani, qui quittent la mosquée, et six fidèles, sont tués et des dizaines d'autres sont blessées, dont trois policiers chargés de garder l'enceinte. Trois personnes se trouvent dans un état critique, tandis qu'un ressortissant afghan figure également parmi les victimes.

## Conséquences
L'attentat a lieu juste avant le début du mois sacré du Ramadan, une période traditionnellement marquée par des pratiques religieuses renforcées. L'attaque est condamnée par le président Asif Ali Zardari, le Premier ministre Shehbaz Sharif et d'autres dirigeants nationaux. Les talibans afghans et pakistanais condamnent également l'attaque, tandis que la famille de Haqqani appelle ses partisans à rester pacifiques. Le ministère afghan de l'Intérieur impute l'attaque à l'État islamique, les soupçons se portant sur l'État islamique au Khorassan.
Aucun groupe ne revendique immédiatement la responsabilité de l'attaque. Les autorités ouvrent une enquête pour identifier et appréhender les responsables.